# 5905 Johnson
5905 Johnson (1989 CJ1) là một tiểu hành tinh vành đai chính bên trong được phát hiện ngày 11 tháng 2 năm 1989 bởi E. F. Helin ở Palomar.